# Казахстанско-японские отношения
Казахстанско-японские отношения — двусторонние отношения между Казахстаном и Японией в политической, экономической и культурной сферах.

## Дипломатия

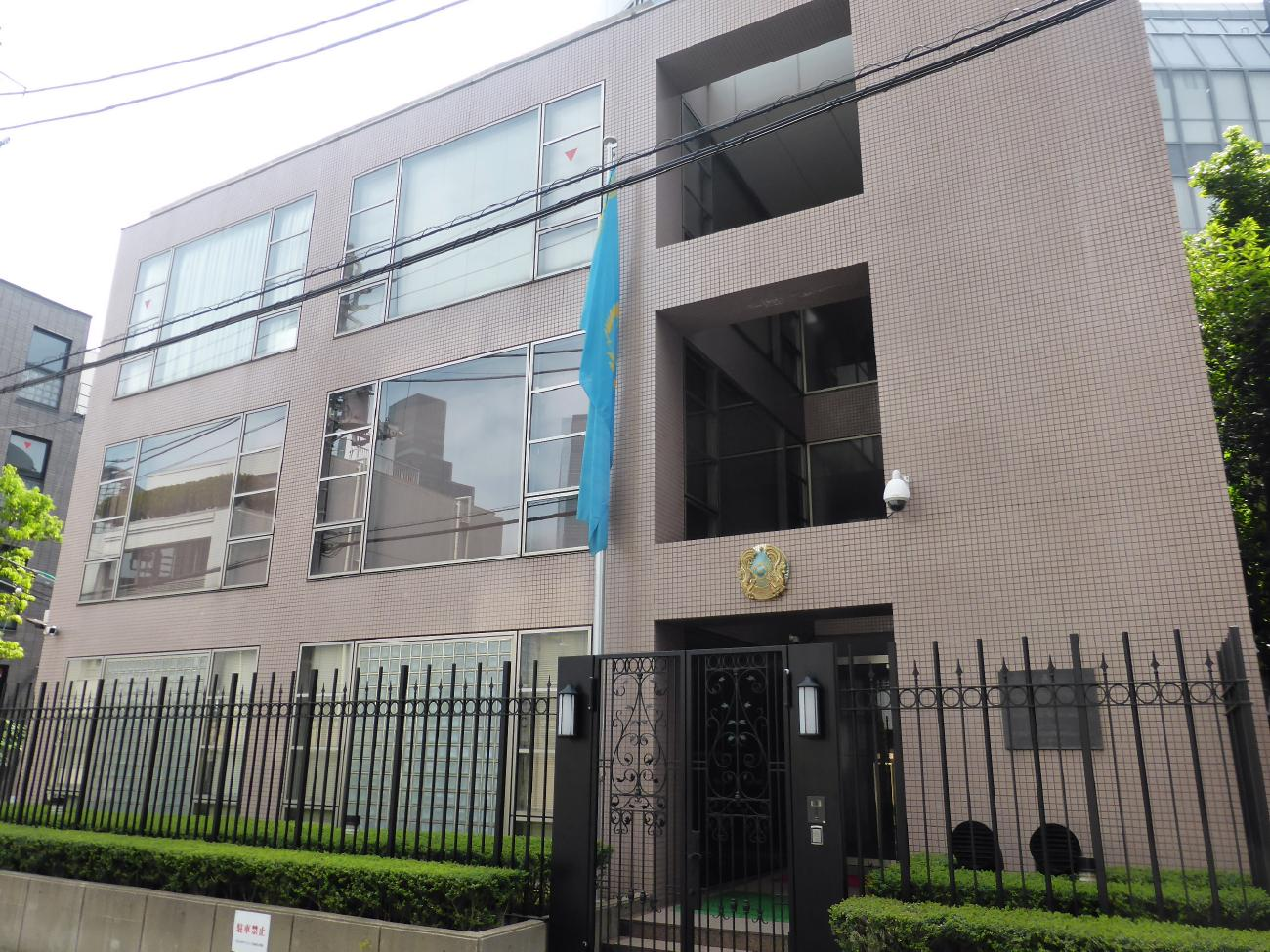
Посольство Казахстана в Японии

Дипломатические отношения были установлены 26 января 1992 года.
В 1993 году было открыто посольство Японии в Казахстане. В 1996 году открылось посольство Казахстана в Японии.

## Япония + Центральная Азия
Диалог «Центральная Азия — Япония» — политическая инициатива между Японией и государствами Центральной Азии: Казахстаном, Кыргызстаном, Таджикистаном и Узбекистаном, цель которой — «создать новую основу для сотрудничества, тем самым выведя отношения между Японией и Центральной Азией на новый уровень». По данным Министерства иностранных дел Японии, Диалог также призван служить форумом для развития межрегионального сотрудничества. Туркменистан, придерживаясь политики нейтралитета, участвует только в качестве наблюдателя.

## История
После Второй мировой войны многие японские военнопленные были депортированы СССР в Казахстан и работали в таких лагерях, как Макта-Арал, Карлаг и Алматы. В лагере Карлаг, расположенном в Карагандинской области, содержалось 15 тысяч японских военнопленных.